# Massimiliano Allegri
Massimiliano Allegri (Livorno, 11 agosto 1967) è un allenatore di calcio ed ex calciatore italiano, di ruolo centrocampista, tecnico del Milan.
Durante la sua carriera da calciatore ha giocato in Serie A con le maglie di Pisa, Pescara, Cagliari, Perugia e Napoli. Nel 2002 vince il campionato di Serie D con l'Aglianese, squadra nella quale conclude la sua carriera agonistica e comincia quella da allenatore.
Dopo aver guidato diverse squadre, nella stagione 2007-2008 ottiene con il Sassuolo la prima promozione in Serie B nella storia del club, vincendo nella medesima annata campionato e Supercoppa di Serie C1. Dal 2008 al 2010 allena il Cagliari in Serie A, cominciando a segnalarsi tra i tecnici italiani più promettenti della sua generazione. Dal 2010 al 2014 allena per la prima volta il Milan, con cui conquista uno scudetto e una Supercoppa italiana (2011). Dal 2014 al 2019 è per la prima volta alla guida della Juventus, con cui vince undici trofei: cinque campionati italiani consecutivi (dal 2015 al 2019), quattro Coppe Italia di fila (dal 2015 al 2018) e due Supercoppe italiane (2015 e 2018); raggiunge inoltre due finali di UEFA Champions League (2015 e 2017). Torna sulla panchina della Juventus nel triennio 2021-2024, in cui vince una quinta Coppa Italia (2024). Dal 2025 siede per la seconda volta sulla panchina del Milan.
A livello individuale è stato eletto Panchina d'oro di Prima Divisione (2008), quattro volte Panchina d'oro (2009, 2015, 2017 e 2018) e quattro volte migliore allenatore AIC (2011, 2015, 2016 e 2018) oltreché insignito del Premio Nazionale Enzo Bearzot (2015) e introdotto nella Hall of Fame del calcio italiano (2018). È inoltre l'unico tecnico in Italia ad aver vinto cinque scudetti consecutivamente, cinque Coppe Italia di cui quattro anch'esse consecutive, e il solo nei principali campionati europei ad aver conseguito un double nazionale per quattro stagioni di fila. Tali successi lo rendono uno degli allenatori più vincenti nella storia del calcio italiano.

## Biografia
È cresciuto nel quartiere livornese di Coteto all'interno di una famiglia operaia, composta dal padre scaricatore al porto cittadino, dalla madre infermiera, e dalla sorella minore. Nel 1992, ventiquattrenne, divenne oggetto delle attenzioni della cronaca scandalistica per aver lasciato l'allora fidanzata a due giorni dalle nozze; si è in seguito sposato nel 1994, avendo una figlia nel 1995 e separandosi nel 1998; da una successiva relazione ha avuto nel 2011 un altro figlio. Dal 2017 al 2021 è stato sentimentalmente legato all'attrice Ambra Angiolini.
Appassionato sin da bambino di ippica grazie al nonno che lo portava alle corse, ha spesso usato metafore e termini tecnici di tale sport nelle sue conferenze stampa o interviste; dal 2019 è inoltre proprietario di una scuderia di cavalli da corsa.

## Caratteristiche tecniche

### Giocatore
(Giovanni Galeone, 2011)
Ai suoi esordi, Allegri venne definito da Italo Allodi, storico dirigente del calcio italiano, come un promettente giocatore «dotato di tanto talento e di un carattere un po' scanzonato» che, nel corso degli anni, ne ha in parte precluso la carriera ad alti livelli, relegandolo al calcio di provincia: «avessi avuto la testa che ho ora forse sarei arrivato in Nazionale!», ammetterà lo stesso Allegri a vent'anni di distanza, «sono stato un giocatore mediocre e senza rimpianti».
Centrocampista dalle spiccate caratteristiche offensive, emerse inizialmente come mezzala pura, abile a inserirsi negli spazi; in seguito cominciarono a essergli delegati anche compiti di fantasista, venendo spesso impiegato come trequartista grazie a un bagaglio tecnico fatto soprattutto di corsa e abilità nel tiro, arretrando infine negli ultimi anni di carriera il proprio raggio d'azione a mediano. Eccelleva inoltre nel "leggere" la partita in corso d'opera, sia nel rapportarsi con gli avversari sia nell'aiutare compagni di squadra in difficoltà in una determinata zona del campo.

Allegri al Pescara, club a cui legò i migliori trascorsi da calciatore, nella stagione 1992-1993: per via del fisico asciutto venne soprannominato Acciuga, appellativo poi mantenuto da allenatore

Giocatore di grande qualità, per il suo maestro Giovanni Galeone «era già un allenatore sul rettangolo di gioco [...] leader in campo e nello spogliatoio, capitano e uomo ovunque» che pagò suo malgrado un certo ostracismo tattico dell'epoca, dove «il più bravo era sempre chi menava di più». Per le sue origini livornesi nonché, soprattutto, per il suo fisico esile e dinoccolato, utile a "sgusciare" tra le difese avversarie, si guadagnò sin da giovane il soprannome di Acciuga inventato da Rossano Giampaglia, suo tecnico a Livorno; un nomignolo poi rimastogli addosso anche da allenatore.

### Allenatore
(Massimiliano Allegri, 2014)
Con il passaggio in panchina, da allenatore ha mutuato alcune delle caratteristiche già espresse in precedenza da calciatore. Tra di esse, la capacità di "leggere" al meglio lo svolgimento delle gare, intervenendo in corso d'opera sull'assetto della squadra, nonché la volontà di spingere i suoi centrocampisti – proprio come accadeva allo stesso Allegri in campo – all'inserimento in area per cercare la conclusione a rete; un concetto, questo ultimo, ereditato dal suo mentore Galeone.
Solitamente preferisce disporre in campo i suoi giocatori con moduli abbastanza offensivi quali il 4-3-3, il 4-3-1-2 o il 4-3-2-1. Questi prevedono alcuni elementi comuni, vedi una difesa schierata con quattro uomini in linea e un robusto centrocampo a sorreggere il gioco. Per quanto concerne il reparto avanzato, si prestano invece a una maggiore variabilità con il possibile ricorso a un canonico tridente, a un trequartista dietro la coppia d'attacco – soluzione in cui Allegri, peraltro, è più volte ricorso a giocatori agli antipodi rispetto al classico regista, vedi i "muscolari" Boateng o Vidal –, o a due mezzepunte (altrimenti detto "doppio trequartista") in appoggio all'unico terminale offensivo; spesso gli attaccanti vengono chiamati a dare man forte alla squadra anche lontano dall'area di rigore, a mo' di "tuttocampista", attraverso costanti ripiegamenti difensivi.
Ciò nonostante, soprattutto nella prima parte di carriera – in cui è assurto tra i migliori allenatori della sua generazione – ha sovente mostrato molta duttilità, cercando sempre di adattare al meglio le proprie convinzioni tattiche in funzione degli elementi a disposizione in rosa o delle trattative di mercato, senza disdegnare all'occorrenza soluzioni diverse da quelle inizialmente concepite; un esempio di ciò è l'impiego del modulo 3-5-2, retaggio del precedente ciclo tecnico di Antonio Conte, nelle stagioni iniziali alla guida della Juventus. Tale approccio ha incontrato le rimostranze di parte degli addetti ai lavori, venendo da questi inteso come troppo accondiscendente verso la politica della tal società, facendogli guadagnare in maniera spregiativa l'appellativo di "aziendalista"; un giudizio che tuttavia lo stesso Allegri ha accolto e, anzi, rivalutato in ottica positiva: «quando mi danno dell'aziendalista, lo prendo per un complimento perché devo portare risultati alla mia società. Ma non vuol dire che la formazione la fa il presidente».
Di converso, nella seconda parte di carriera si è attirato più di una critica per via della proposta di calcio offerta, da taluni giudicata fin troppo conservativa, non incline a cogliere le contemporanee innovazioni emerse nella disciplina e arroccata sul principio del risultato quale unico fine, anche a scapito della qualità di gioco. Anche in questo caso, dal suo punto di vista Allegri ha ribaltato positivamente tale concetto esemplificandolo nell'espressione «corto muso», presa a prestito dal linguaggio ippico, dove sta a indicare il «minimo distacco, corrispondente al muso del cavallo, con cui si può battere il concorrente che segue»: l'unicità di tale espressione, coniata dal tecnico nel corso del campionato 2018-2019, ha avuto ampio risalto presso la stampa specializzata fino ad essere accolta come neologismo per definire genericamente, da allora, una vittoria di misura.
Amante della tecnica individuale, si è spesso scontrato con coloro i quali ritengono preponderanti gli schemi al talento.

## Carriera

### Giocatore

Allegri in azione al Cagliari nel 1994

Dopo aver dato i primi calci al pallone nella natìa Livorno, nelle formazioni giovanili dei salesiani e dei portuali, incominciò la carriera professionistica con il Cuoiopelli di Santa Croce sull'Arno, nell'allora Interregionale, nella stagione 1984-1985. Dopo tre annate con la squadra della sua città, il Livorno, passò ai rivali del Pisa con cui esordì in Serie A l'11 giugno 1989, nella gara contro il Milan. Durante la stagione collezionò due sole presenze sicché alla fine della stessa fece ritorno a Livorno, in Serie C2. L'anno seguente si accasò invece in C1, al Pavia.
Notato da Pierpaolo Marino, dirigente del Pescara, nel 1991 si trasferì agli abruzzesi, agli ordini del tecnico Giovanni Galeone con cui il giocatore instaurerà un profondo rapporto professionale e ancor più umano: «ho avuto la fortuna di avere un maestro come lui, che magari non ha ottenuto grandi risultati ma che mi ha insegnato il piacere del calcio», ricorderà anni più tardi lo stesso Allegri, mentre Galeone rammenterà come nell'occasione «la squadra era già fatta, ma la dirigenza ingaggiò questo ragazzo che sinceramente non conoscevo. Dopo tre giorni mi era tutto chiaro, era un gran calciatore sul prato verde e un ragazzo serio e rispettoso, arrivò in punta di piedi e dopo poco era già il leader dello spogliatoio».
Con il club pescarese – a cui maggiormente legherà la carriera da calciatore – conquistò subito la promozione in quella Serie A dove, nel 1992-1993, disputerà sempre coi colori biancazzurri la sua migliore stagione realizzando 12 reti in 31 partite, e segnando il suo primo gol nella massima categoria al 1' di Pescara-Milan (4-5) del 13 settembre 1992. Seguirono poi altre due stagioni in Serie A con il Cagliari, interrotte nell'ottobre 1995 dal passaggio al Perugia, in Serie B, ancora agli ordini di Galeone.
Nella breve ma significativa esperienza con i grifoni, nel campionato 1995-1996 fu tra i protagonisti della promozione in A, la seconda in carriera per Allegri e ancor più rilevante per la squadra biancorossa, che mancava dalla massima divisione da quindici anni: in particolare, fu proprio Allegri a trasformare al 90' il calcio di rigore che, nella gara casalinga contro il Venezia della terzultima giornata, diede lo slancio decisivo verso la promozione. La stagione seguente, sempre con la squadra umbra, disputò 15 gare condite da 3 reti prima di essere ceduto, nel gennaio 1997, ai cadetti del Padova. Nel dicembre dello stesso anno tornò in A, in un Napoli tuttavia in piena crisi e de facto già avviato alla retrocessione, con cui giocò le sue ultime gare nella massima serie italiana.

Allegri con la maglia del Perugia nel 1996

Successivamente militò per tre stagioni nel campionato cadetto, fra Pescara e Pistoiese. Qui, nel marzo 2001 venne inizialmente squalificato per un anno dalla Commissione Disciplinare in seguito a una condanna per un illecito sportivo relativo alla partita di Coppa Italia con l'Atalanta del 20 agosto 2000, con l'accusa di aver pilotato, insieme ad altri sette giocatori di entrambe le formazioni, il risultato in seguito a forti somme scommesse dagli stessi attraverso amici e parenti; nel maggio 2001 la Commissione di Appello Federale accoglierà il ricorso dei legali dei due club, prosciogliendo tutti i calciatori coinvolti nel presunto illecito e annullando quindi anche la squalifica di Allegri: «ma la ferita ancora mi offende», ricorderà anni dopo.
Dopo le ultime stagioni con l'Aglianese, dove nel 2002 fu determinante per la storica promozione, la prima della squadra neroverde tra i professionisti, dalla Serie D alla C2, l'anno seguente concluse la carriera agonistica con all'attivo 374 partite e 56 reti. In Serie A, in particolare, mise a referto 101 incontri segnando 19 reti.

### Allenatore

#### Gli inizi
Comincia la carriera di allenatore sulla panchina dell'Aglianese, nella stagione 2003-2004, in Serie C2. Il 17 luglio 2004 passa alla guida della SPAL, in Serie C1. Il 30 maggio 2005, dopo aver chiuso il campionato al nono posto (ed essere passato in novembre per un singolare esonero-lampo di appena un'ora), si libera dal club estense nel frattempo fallito, e il successivo 19 luglio si accorda con i pari categoria del Grosseto. L'esperienza con i maremmani si consuma in due tronconi, tra il 2005 e il 2006, concludendosi a seguito del secondo e definitivo esonero avvenuto dopo la nona giornata del campionato 2006-2007, per far posto ad Antonello Cuccureddu.
Nel novembre 2006, pochi giorni dopo la fine del rapporto coi grossetani, viene chiamato dall'Udinese per affiancare il suo mentore Giovanni Galeone in veste di collaboratore tecnico, ruolo ricoperto fino al gennaio seguente quando Galeone viene esonerato dalla società friulana. Avendo già lavorato per un'altra squadra nel corso della suddetta stagione, l'Udinese non ha potuto tesserare ufficialmente Allegri, che nel dicembre 2007 è per questo colpito da una squalifica trimestrale per avere di fatto svolto in tale periodo attività tecnica per i bianconeri, affiancando o sostituendo Galeone durante gli allenamenti della squadra. Nel giugno precedente era stato nel frattempo scelto come allenatore dal Lecco, squadra neopromossa in Serie C1, incarico lasciato dopo poche settimane a causa di divergenze con la società lombarda.

#### Sassuolo e Cagliari
Nell'estate 2007, chiusa l'effimera parentesi lecchese, è quindi chiamato ad allenare i pari categoria del Sassuolo. Allegri porta i neroverdi alla prima promozione in Serie B della loro storia, conquistata grazie al primo posto nel girone A della Serie C1 2007-2008, nonché alla vittoria della Supercoppa di Serie C1 contro la Salernitana ottenuta ai rigori, dopo la sconfitta per 1-0 a Sassuolo e il successo con il medesimo punteggio a Salerno. A coronamento della positiva stagione sassolese, nel novembre 2008 è insignito della Panchina d'oro di Prima Divisione quale miglior tecnico della terza serie italiana.
Il 29 maggio 2008 si accorda con il Cagliari, ottenendo il suo primo ingaggio da allenatore di Serie A. Nell'avvio di stagione, la compagine rossoblù subisce cinque sconfitte che la relegano all'ultima posizione in classifica; tuttavia, Allegri mantiene la fiducia del presidente Massimo Cellino e comincia una rimonta che, con una sequenza di importanti risultati contro più blasonate rivali, permette ai sardi di risalire fino al settimo posto in classifica. Successivamente la squadra, pur affrontando un periodo di risultati altalenanti, già all'ottava giornata del girone di ritorno raggiunge la matematica salvezza.
A fronte di tale exploit, Allegri rimane alla guida del Cagliari anche per la stagione 2009-2010 che, il 1º febbraio 2010, lo vede insignito della Panchina d'oro quale miglior allenatore della precedente annata di Serie A. Tuttavia il 13 aprile seguente, dopo una striscia di risultati negativi, viene esonerato dalla società nonostante avesse assicurato alla squadra isolana una salvezza ormai certa; il 17 giugno il club sardo comunica poi la risoluzione del contratto che ancora lo legava al tecnico.

#### Milan

##### I primi successi (2010-2012)
Il 27 giugno 2010 approda per la prima volta in carriera in una grande piazza, venendo scelto dal Milan quale suo nuovo tecnico. Esordisce sulla panchina rossonera il successivo 29 agosto, in occasione della prima giornata di campionato, vincendo 4-0 la sfida di San Siro contro il Lecce; quindi il 15 settembre debutta in Champions League e, contestualmente, nelle coppe europee, con una vittoria contro l'Auxerre nella prima partita della fase a gironi. Il 7 maggio 2011, al termine della stagione d'esordio coi rossoneri, conquista lo scudetto con due giornate di anticipo grazie allo 0-0 esterno contro la Roma: Allegri, oltre a riportare il Milan alla vittoria del campionato dopo sette anni, diventa anche, da quando si assegnano i tre punti a vittoria, il secondo allenatore più giovane a vincere il tricolore dopo Roberto Mancini – sarà poi superato, dodici mesi dopo, anche da Antonio Conte.
All'inizio della sua seconda stagione con il Diavolo, il 6 agosto 2011 vince la Supercoppa italiana, la sesta nella storia dei rossoneri, battendo a Pechino i concittadini dell'Inter per 2-1. Nell'ottobre dello stesso anno è inoltre tra i candidati al FIFA World Coach of the Year, pur se verrà poi escluso dalla lista delle dieci nomination finali, mentre nel successivo mese di dicembre viene inserito in decima posizione nella classifica degli allenatori dell'anno 2011 stilata dai lettori della rivista specializzata inglese World Soccer. All'inizio del 2012 gli viene conferito prima il premio di migliore allenatore AIC e poi il Trofeo "Maestrelli", quale miglior tecnico della precedente stagione. Nell'annata 2011-2012 Allegri raggiunge il suo migliore piazzamento in Champions League con il Milan, portandolo fino ai quarti di finale prima di venire eliminato dal Barcellona nel doppio confronto; invece in campionato non riesce a difendere il titolo, chiudendo alla piazza d'onore dopo un lungo duello contro la Juventus di Conte, perso dai meneghini al rush finale.

##### Il lento declino (2012-2014)

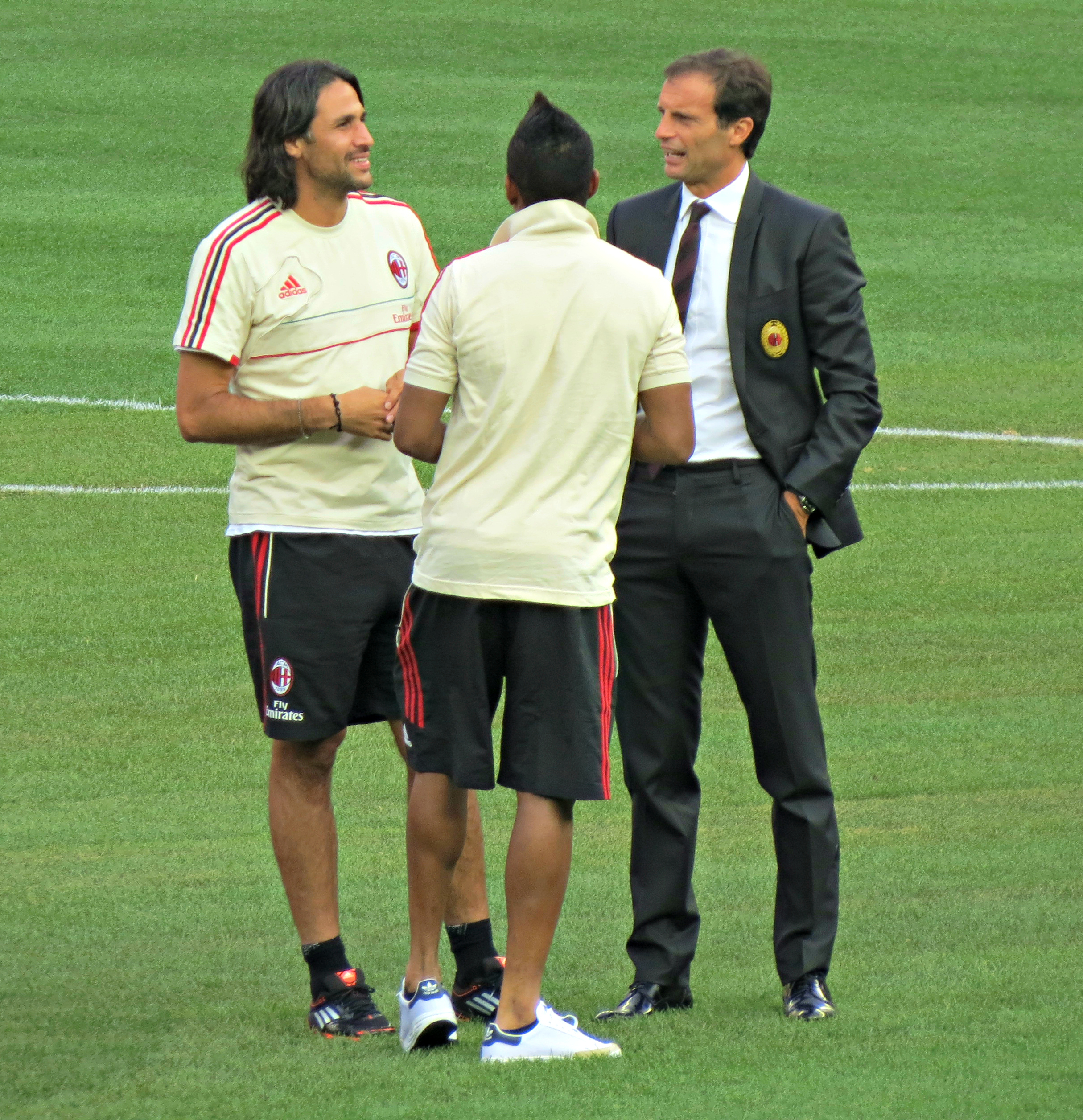
Allegri (a destra) alla guida del Milan nell'estate 2012, a colloquio con Robinho e Mario Yepes prima dell'amichevole col Real Madrid allo Yankee Stadium di New York

Nella stagione seguente, causa il sopravvenuto depauperamento del tasso tecnico dei rossoneri per esigenze di bilancio – «il Milan non aveva più Nesta, Gattuso, Ibra e Thiago Silva» –, la squadra rimane presto esclusa dalla lotta per lo scudetto. Ciò nonostante, pur a fronte di un avvio al di sotto delle aspettative, nel girone di ritorno Allegri riesce a far risalire la china ai meneghini, portandoli a chiudere il torneo a un'insperata terza piazza, raggiunta in extremis all'ultima giornata.
Completamente negativa è invece l'annata 2013-2014 che vede i rossoneri, ancor più indebolitisi sul mercato, lontani da ogni qualsivoglia obiettivo. Il 6 gennaio 2014, grazie alla vittoria casalinga ottenuta contro l'Atalanta, Allegri raggiunge le 100 vittorie da allenatore in Serie A; è l'unica gioia stagionale per il tecnico che appena una settimana dopo, a seguito della sconfitta per 3-4 sul campo di una sua ex squadra, il neopromosso Sassuolo, viene esonerato, con la squadra relegata a un deludente piazzamento di metà classifica.

#### Juventus

##### Primo ciclo (2014-2019)

###### I primi successi e le finali europee (2014-2017)
Il 16 luglio 2014 viene ingaggiato dalla Juventus, al posto di Conte improvvisamente dimessosi nei giorni precedenti. Inizialmente accolto a Torino dagli addetti ai lavori, dagli avversari e ancor più da frange della tifoseria fra non troppo velate remore circa il suo impatto sull'ambiente bianconero reduce da tre scudetti consecutivi, Allegri finirà invece per essere protagonista di una positiva stagione d'esordio sulla panchina juventina.
Esordisce sulla panchina bianconera il successivo 30 agosto, in occasione della vittoria 1-0 alla prima giornata di campionato in casa del Chievo. Il 2 maggio 2015, a conclusione di un campionato percorso sempre in vetta alla classifica, battendo in trasferta la Sampdoria per 1-0 la Juventus conquista lo scudetto, il quarto consecutivo per i piemontesi mai prima d'ora vittoriosi con quattro giornate d'anticipo nell'era dei 3 punti a vittoria, nonché il secondo personale per il tecnico: con quest'affermazione Allegri entra nel ristretto novero di allenatori – prima di lui i soli Bernardini, Capello, Cargnelli, Liedholm, Trapattoni e Weisz – capaci di raggiungere il titolo italiano alla guida di almeno due club; diventa invece il primo in assoluto, nella storia della Serie A, a vincere il tricolore alla prima stagione con due diverse squadre. Il 20 dello stesso mese arriva anche il double nazionale grazie alla Coppa Italia, vinta a Roma contro la Lazio in una finale risolta ai supplementari: per la squadra bianconera è, dopo vent'anni, la decima affermazione nel torneo – che fa dei torinesi i primi in Italia a toccare tale traguardo –, mentre per Allegri si tratta del primo successo in carriera nella coppa nazionale; nell'occasione il tecnico livornese eguaglia inoltre il tandem Cesarini-Parola e Lippi, gli unici capaci in passato di conseguire tale accoppiata sulla panchina juventina.
Sempre in maggio Allegri, dopo avere impresso un'evidente inversione di tendenza alle prestazioni continentali della squadra rispetto alle annate precedenti, riporta la Vecchia Signora in finale di Champions League a dodici anni dalla precedente apparizione, ma il possibile treble non si concretizza per i bianconeri, battuti a Berlino dal Barcellona. A corollario, a livello personale viene insignito del Premio "Bearzot" quale miglior allenatore italiano della stagione.

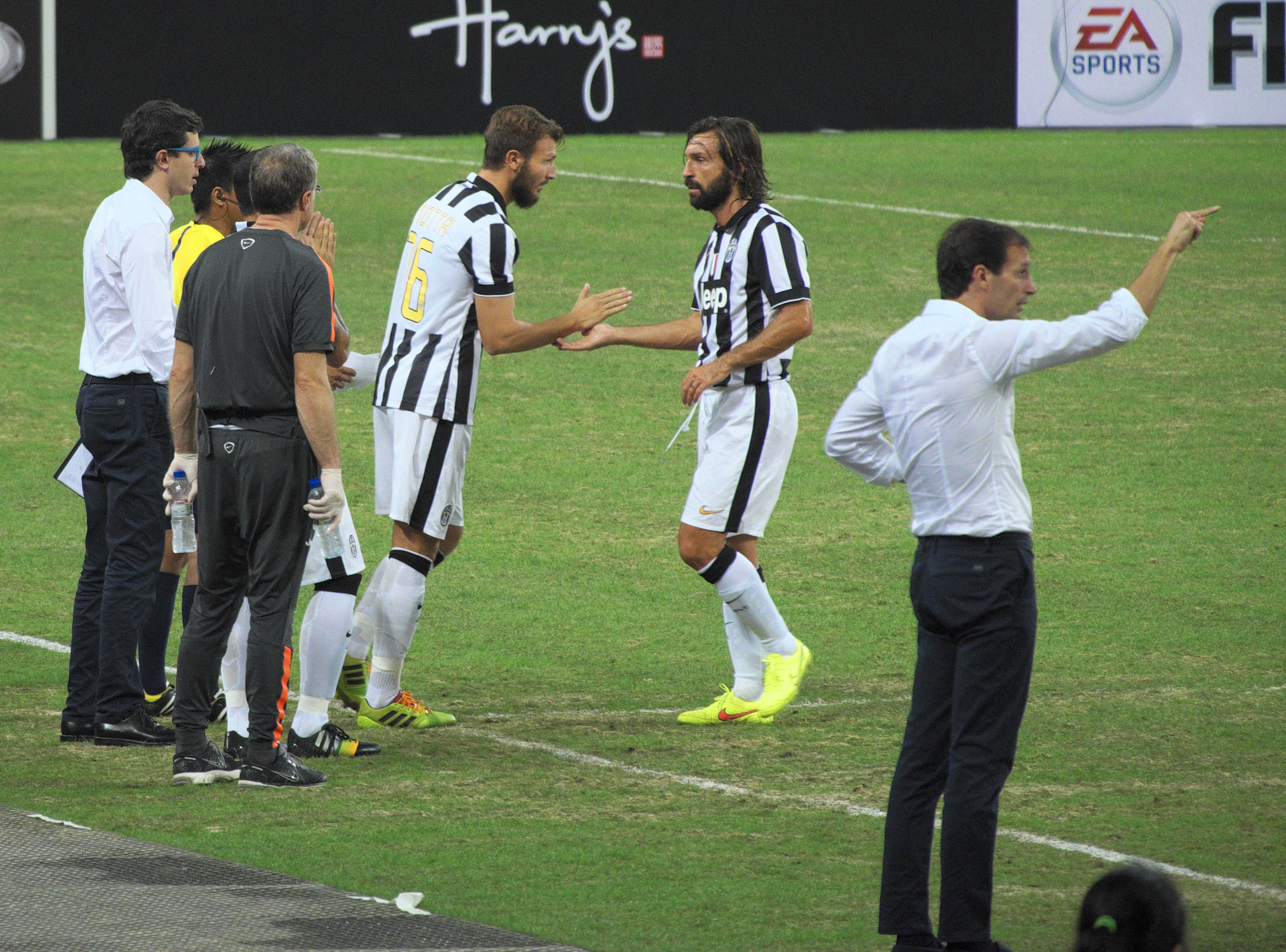
Allegri (a destra) nell'estate 2014, all'inizio del suo primo ciclo sulla panchina della Juventus, durante l'amichevole di Singapore contro una selezione locale

L'8 agosto seguente comincia la seconda stagione a Torino vincendo la sua seconda Supercoppa italiana, la prima sulla panchina juventina, battendo 2-0 a Shanghai la Lazio: con questo successo Allegri eguaglia Capello e Benítez come i soli tecnici riusciti a conquistare tale trofeo alla guida di due diversi club. A livello individuale, il 20 ottobre 2015 viene inserito nella lista dei dieci candidati al FIFA World Coach of the Year, cui seguono il 14 dicembre il secondo premio della carriera quale Migliore allenatore AIC, e il 7 marzo 2016 la sua seconda Panchina d'oro. Frattanto nella Serie A 2015-2016, con il successo interno del 13 febbraio sul Napoli inanella una striscia di quindici vittorie consecutive in campionato, stabilendo il nuovo record societario bianconero; il mese seguente porta la Juventus in finale di Coppa Italia per la seconda volta consecutiva, evento che non accadeva in casa bianconera da cinquantasei anni.
Alle prese anche in questa stagione, come già gli era accaduto a Milano, con una rosa profondamente rivoluzionata, stavolta, pur a fronte di un avvio decisamente al di sotto delle aspettative e che non gli risparmia critiche, Allegri riesce a trovare la quadra di una rinnovata Juventus che, al termine di una rimonta-record, conquista il suo quinto scudetto consecutivo – arrivato di fatto con il successo 2-1 nella trasferta di Firenze del 24 aprile, e festeggiato matematicamente il giorno dopo grazie alla sconfitta della rivale Napoli sul campo di Roma –, bissando dopo ottantuno anni il suo Quinquennio d'oro degli anni 1930 e divenendo inoltre la prima squadra, nella storia del calcio italiano, a mettere assieme due diverse serie vincenti di cinque campionati consecutivi. Con la vittoria della seconda Coppa Italia consecutiva, superando la sua ex squadra del Milan nella finale del 21 maggio a Roma, Allegri chiude la stagione portando la Juventus a incamerare, per la prima volta nella sua storia, tutti e tre i maggiori trofei nazionali.
Nell'annata 2016-2017 è protagonista del terzo double consecutivo con la Juventus, che comprende il traguardo bianconero del sesto scudetto consecutivo: un filotto iniziato da Conte e portato a termine da Allegri, e che permette alla Juventus di superare definitivamente l'epoca del Quinquennio. In una stagione svoltata in corso d'opera, grazie al passaggio verso un inedito 4-2-3-1 volto a far coesistere i maggiori elementi della rosa, raggiunge inoltre coi torinesi la sua seconda finale di Champions League, tuttavia anch'essa persa, stavolta a Cardiff contro i campioni in carica del Real Madrid.

###### Dal quinquennio di scudetti all'epilogo (2017-2019)

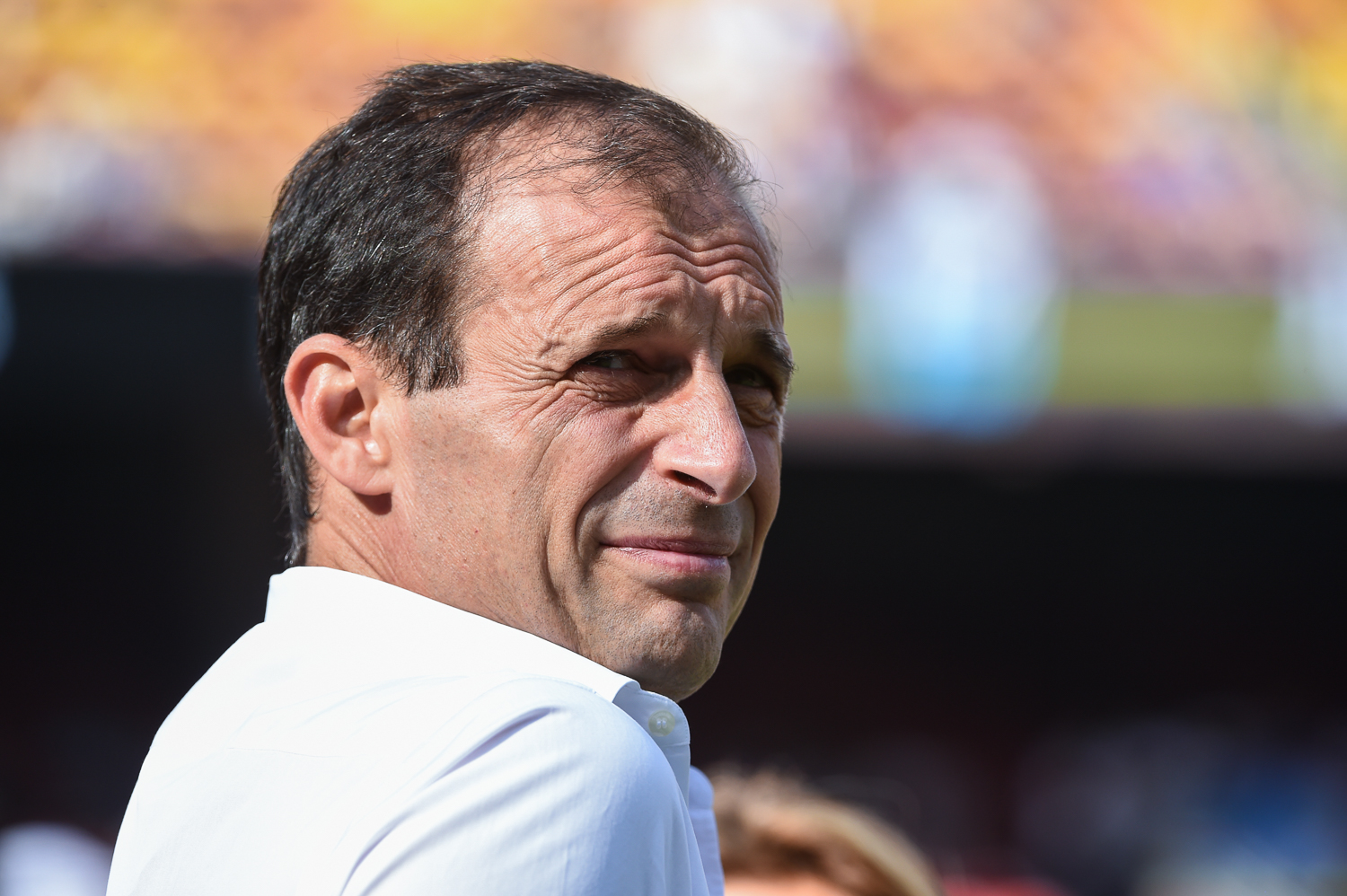
Allegri alla guida dei piemontesi nell'estate 2018, durante l'International Champions Cup nel Maryland

I successi proseguono nell'annata 2017-2018 in cui, dopo un lungo testa a testa contro il Napoli, Allegri guida la Juventus al suo settimo scudetto consecutivo; a ciò si aggiunge il quarto double domestico di fila – altro nuovo primato nel calcio italiano –, grazie al 4-0 al Milan nella finale di Coppa Italia del 9 maggio: in quest'ultimo caso l'allenatore toscano diventa il primo, in Italia e tra le maggiori federazioni calcistiche europee, a mettere in bacheca quattro double nazionali consecutivi. Nel corso della stagione, inoltre, con il successo del 6 gennaio sul campo del Cagliari, raggiunge le 100 vittorie in Serie A con il club torinese; il successivo 26 marzo è infine premiato per la terza volta in carriera con la Panchina d'oro.
L'annata 2018-2019, la quinta di Allegri a Torino, vede la Juventus vincere l'ottava Supercoppa italiana, e, soprattutto, l'ottavo scudetto consecutivo – record assoluto nella storia della Serie A e dei maggiori campionati nazionali d'Europa –; ciò nonostante, la delusione per un percorso europeo infruttuoso, sommata a sopravvenute divergenze circa i piani futuri della squadra, sfocia a fine stagione nell'esonero del tecnico. Allegri lascia la Juventus con il suo sesto scudetto personale nonché quinto consecutivo, stabilendo in quest'ultimo caso un nuovo primato nella storia del calcio italiano; con 11 trofei conquistati in 5 stagioni, è altresì sul podio degli allenatori più vincenti nella storia del club, dietro ai soli Lippi (13) e Trapattoni (14). A corollario di questo vittorioso ciclo, il 20 maggio 2019 viene introdotto nella Hall of Fame del calcio italiano.

##### Secondo ciclo (2021-2024)

###### Un biennio di difficoltà dentro e fuori dal campo (2021-2023)

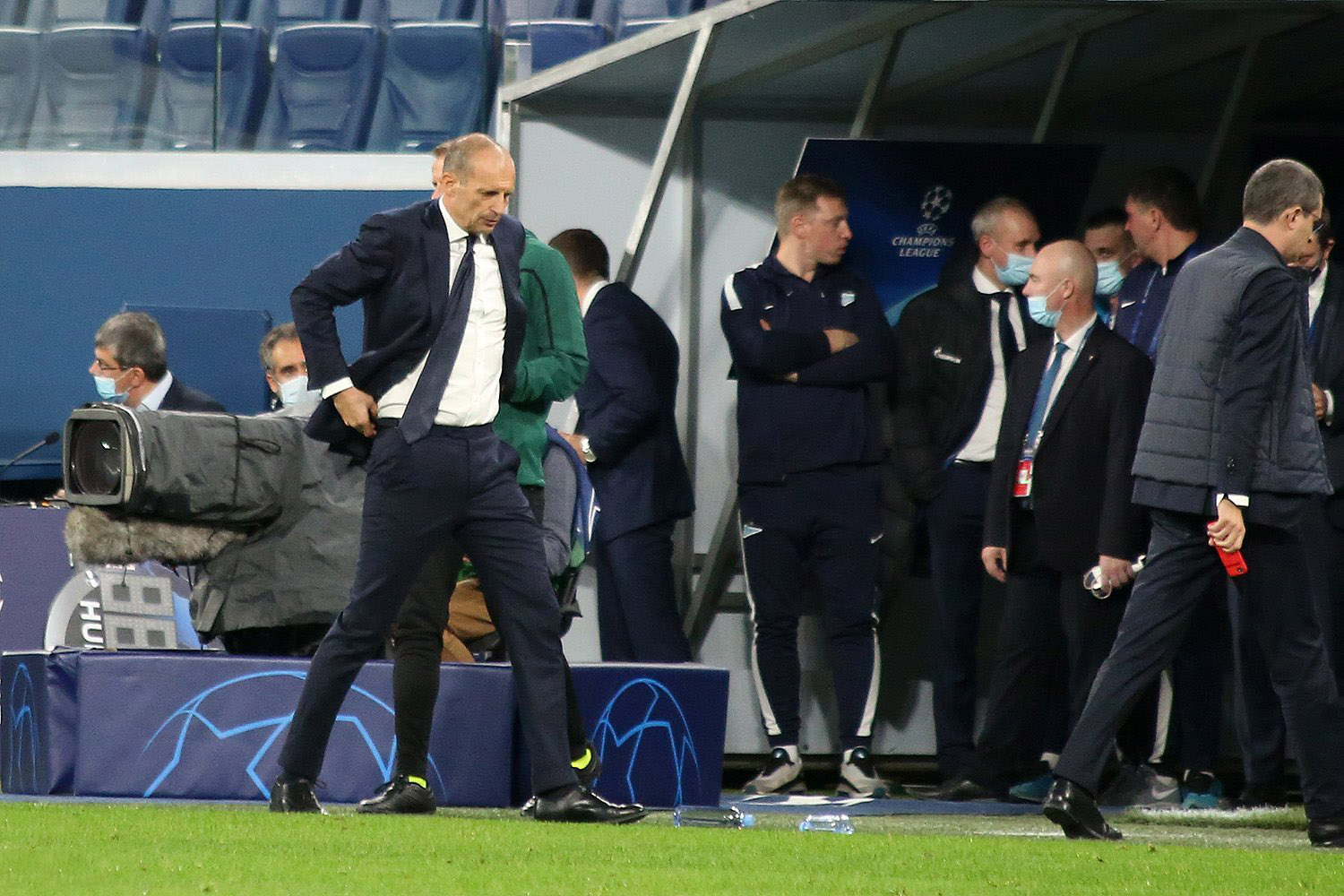
Allegri durante il suo secondo ciclo sulla panchina juventina, nella trasferta di San Pietroburgo valevole per la UEFA Champions League 2021-2022

Dopo un biennio sabbatico, il 28 maggio 2021 ritorna alla guida della Juventus in sostituzione di Andrea Pirlo. Esordisce per la seconda volta sulla panchina bianconera il successivo 22 agosto, nel pareggio esterno contro l'Udinese (2-2) valevole per la prima giornata di Serie A; mentre il 28 ottobre dello stesso anno, in occasione della sconfitta casalinga contro il Sassuolo (1-2) diventa il terzo allenatore a raggiungere le 200 panchine in Serie A con i torinesi, dopo Marcello Lippi (258) e Giovanni Trapattoni (402). Nonostante le aspettative della vigilia, nel suo secondo ciclo torinese Allegri non riesce a replicare i successi degli anni precedenti. Nella prima stagione, complice anche un gruppo ormai arrivato a fine corsa dopo un decennio di vittorie, il tecnico riesce a ottenere solamente l'obiettivo minimo della qualificazione Champions, raggiungendo ma perdendo le finali di Supercoppa italiana e Coppa Italia, entrambe contro l'Inter e sempre ai tempi supplementari.
Neanche la seconda annata riserva soddisfazioni, coi piemontesi che deludono soprattutto in Champions League dove vengono eliminati già nella fase a gruppi; ripescati in Europa League, qui mostrano l'unico sussulto stagionale raggiungendo le semifinali, dove vengono estromessi dai futuri vincitori del Siviglia. Solo a parziale attenuante di questo ruolino insoddisfacente – e per il quale Allegri è il primo ad essere chiamato in causa dagli addetti ai lavori, per via dell'incapacità di dare un'identità alla squadra o di fornire una proposta di gioco soddisfacente –, subentrano le vicende extrasportive che nella prima parte del 2023 destabilizzano fortemente l'ambiente bianconero, e che si riverberano in particolar modo in campionato: pur se gli uomini di Allegri chiudono la graduatoria al terzo posto, questi si trovano declassati al settimo per via di un −10 inflitto dalla giustizia sportiva; ciò determina la mancata qualificazione in Champions dopo undici partecipazioni consecutive.

###### L'ultimo successo e l'esonero (2023-2024)

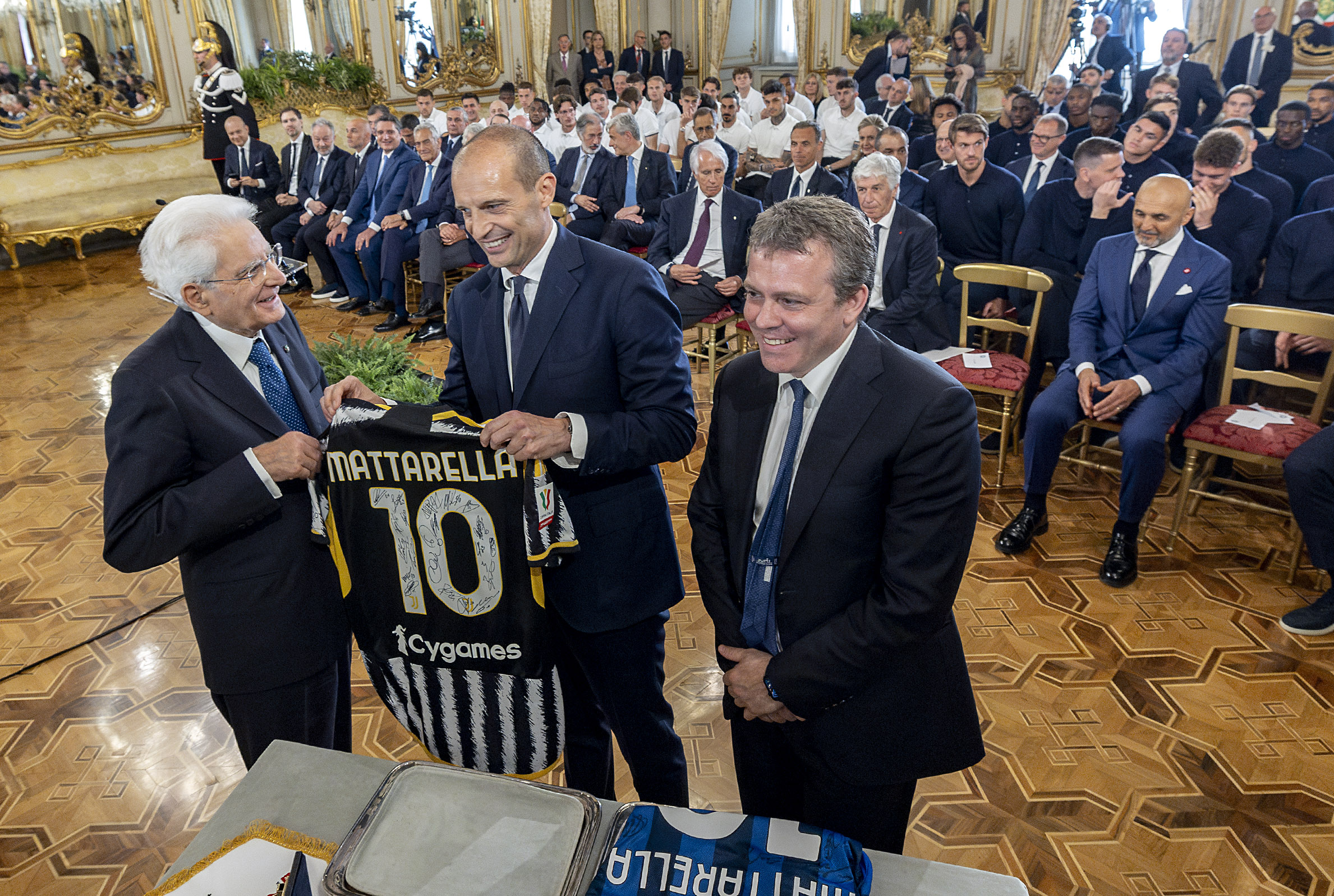
Allegri (al centro) omaggia il presidente della Repubblica, Sergio Mattarella (a sinistra), con una maglia juventina prima della finale di Coppa Italia 2023-2024

In avvio della stagione 2023-2024, con il successo del 7 ottobre in Serie A sul Torino (2-0) raggiunge le 13 vittorie in carriera nel derby torinese, appaiando Trapattoni in vetta alla graduatoria degli allenatori più vincenti nella storia della stracittadina; si tratta inoltre della 289ª vittoria in panchina per Allegri, che ne fa il tecnico più vittorioso nell'era dei tre punti nel campionato italiano. Nel prosieguo dell'annata, l'11 gennaio 2024, in occasione della vittoria interna 4-0 sul Frosinone nei quarti di Coppa Italia, taglia il traguardo delle 400 panchine con la Juventus, terzo di sempre dietro a Lippi e Trapattoni; il successivo 12 febbraio, in coincidenza con la sconfitta interna in campionato con l'Udinese (0-1), appaia Lippi al secondo posto assoluto. Nel mezzo, il precedente 21 gennaio, con lo 0-3 sul campo del Lecce, aveva raggiunto i 300 successi in carriera in Serie A, terzo di sempre dopo Nereo Rocco (302) e Trapattoni (352).
Pur a fronte di un girone di andata di spessore, il suo terzo campionato del ciclo bis torinese lo vede ancora lontano dalla lotta scudetto. A fine stagione riporta comunque la Juventus a sollevare un trofeo, dopo tre anni d'astinenza, con la vittoria della Coppa Italia, imponendosi di misura sull'Atalanta nella finale del 15 maggio a Roma: è il quinto successo di Allegri nella coppa nazionale, cosa che gli permette di superare Sven-Göran Eriksson e Roberto Mancini e diventare il tecnico più vincente nella storia della competizione.
Tuttavia proprio questa sarà l'ultima apparizione del tecnico livornese sulla panchina bianconera: già espulso nel corso della finale dall'arbitro Fabio Maresca, nel dopo gara si rende protagonista di comportamenti controversi ed eccessivi, dapprima allontanando il dirigente juventino Cristiano Giuntoli dalla premiazione e poi avendo un acceso diverbio in sala stampa con il direttore di Tuttosport, Guido Vaciago. Tale situazione, vista dagli addetti ai lavori come il culmine di una frattura tra allenatore e dirigenza che si trascinava da mesi, sfocia due giorni dopo nell'esonero di Allegri; il contratto tra le parti viene infine risolto il 3 giugno seguente.

#### Ritorno al Milan
Dopo una stagione di inattività, il 30 maggio 2025 torna ad allenare il Milan, a undici anni dalla sua precedente esperienza sulla panchina rossonera.

## Statistiche

### Presenze e reti nei club
| Stagione                   | Squadra                    | Campionato                 | Campionato | Campionato | Coppe nazionali | Coppe nazionali | Coppe nazionali | Coppe continentali | Coppe continentali | Coppe continentali | Totale | Totale | Totale |
| Stagione                   | Squadra                    | Comp                       | Pres       | Reti       | Comp            | Pres            | Reti            | Comp               | Pres               | Reti               | Pres   | Reti   |        |
| -------------------------- | -------------------------- | -------------------------- | ---------- | ---------- | --------------- | --------------- | --------------- | ------------------ | ------------------ | ------------------ | ------ | ------ | ------ |
| 1984-1985                  | Cuoiopelli                 | Int.                       | 7          | 0          | CI-D            | ?               | ?               | -                  | -                  | -                  | 7+     | 0+     |        |
| 1985-1986                  | Livorno                    | C1                         | 4          | 0          | CI-C            | ?               | ?               | -                  | -                  | -                  | 4+     | 0+     |        |
| 1986-1987                  | Livorno                    | C1                         | 2          | 0          | CI-C            | ?               | ?               | -                  | -                  | -                  | 2+     | 0+     |        |
| 1987-1988                  | Livorno                    | C1                         | 23         | 0          | CI+CI-C         | ?               | ?               | -                  | -                  | -                  | 23+    | 0+     |        |
| 1988-1989                  | Pisa                       | A                          | 2          | 0          | CI              | ?               | 0               | -                  | -                  | -                  | 2+     | 0      |        |
| 1989-1990                  | Pro Livorno                | C2                         | 32         | 8          | CI-C            | ?               | ?               | -                  | -                  | -                  | 32+    | 8+     |        |
| Totale Livorno/Pro Livorno | Totale Livorno/Pro Livorno | Totale Livorno/Pro Livorno | 61         | 8          |                 | ?               | ?               |                    | -                  | -                  | 61+    | 8+     |        |
| 1990-1991                  | Pavia                      | C1                         | 29         | 5          | CI-C            | ?               | ?               | -                  | -                  | -                  | 29+    | 5+     |        |
| 1991-1992                  | Pescara                    | B                          | 33         | 4          | CI              | 1               | 1               | -                  | -                  | -                  | 34     | 5      |        |
| 1992-1993                  | Pescara                    | A                          | 31         | 12         | CI              | ?               | 0               | -                  | -                  | -                  | 31+    | 12     |        |
| 1993-1994                  | Cagliari                   | A                          | 20         | 3          | CI              | ?               | 0               | CU                 | 4                  | 1                  | 24+    | 4      |        |
| 1994-1995                  | Cagliari                   | A                          | 24         | 1          | CI              | 1+              | 0               | -                  | -                  | -                  | 25+    | 1      |        |
| lug.-nov. 1995             | Cagliari                   | A                          | 2          | 0          | CI              | 0               | 0               | -                  | -                  | -                  | 2      | 0      |        |
| Totale Cagliari            | Totale Cagliari            | Totale Cagliari            | 46         | 4          |                 | 1+              | 0               |                    | 4                  | 1                  | 51+    | 5      |        |
| nov. 1995-1996             | Perugia                    | B                          | 26         | 7          | -               | -               | -               | -                  | -                  | -                  | 26     | 7      |        |
| 1996-gen. 1997             | Perugia                    | A                          | 15         | 3          | CI              | 2               | 0               | -                  | -                  | -                  | 17     | 3      |        |
| Totale Perugia             | Totale Perugia             | Totale Perugia             | 41         | 10         |                 | 2               | 0               |                    | -                  | -                  | 43     | 10     |        |
| gen.-giu. 1997             | Padova                     | B                          | 15         | 0          | -               | -               | -               | -                  | -                  | -                  | 15     | 0      |        |
| lug.-dic. 1997             | Padova                     | B                          | 6          | 0          | CI              | 0               | 0               | -                  | -                  | -                  | 6      | 0      |        |
| Totale Padova              | Totale Padova              | Totale Padova              | 21         | 0          |                 | 0               | 0               |                    | -                  | -                  | 21     | 0      |        |
| dic. 1997-1998             | Napoli                     | A                          | 7          | 0          | -               | -               | -               | -                  | -                  | -                  | 7      | 0      |        |
| 1998-1999                  | Pescara                    | B                          | 19         | 0          | CI              | 2               | 1               | -                  | -                  | -                  | 21     | 1      |        |
| 1999-2000                  | Pescara                    | B                          | 27         | 4          | CI              | 0               | 0               | -                  | -                  | -                  | 27     | 4      |        |
| Totale Pescara             | Totale Pescara             | Totale Pescara             | 110        | 20         |                 | 3+              | 2               |                    | -                  | -                  | 113+   | 22     |        |
| 2000-2001                  | Pistoiese                  | B                          | 18         | 1          | CI              | 2+              | 1               | -                  | -                  | -                  | 20+    | 2      |        |
| nov. 2001-2002             | Aglianese                  | D                          | 4          | 0          | CI-D            | ?               | ?               | -                  | -                  | -                  | 4+     | 0+     |        |
| 2002-2003                  | Aglianese                  | C2                         | 28         | 8          | CI-C            | ?               | ?               | -                  | -                  | -                  | 28+    | 8+     |        |
| Totale Aglianese           | Totale Aglianese           | Totale Aglianese           | 32         | 8          |                 | ?               | ?               |                    | -                  | -                  | 32+    | 8+     |        |
| Totale carriera            | Totale carriera            | Totale carriera            | 374        | 56         |                 | 8+              | 3+              |                    | 4                  | 1                  | 386+   | 60+    |        |

### Statistiche da allenatore
Statistiche aggiornate al 17 agosto 2025. In grassetto le competizioni vinte.
| Stagione        | Squadra         | Campionato      | Campionato | Campionato | Campionato | Campionato | Coppe nazionali | Coppe nazionali | Coppe nazionali | Coppe nazionali | Coppe nazionali | Coppe continentali | Coppe continentali | Coppe continentali | Coppe continentali | Coppe continentali | Altre coppe | Altre coppe | Altre coppe | Altre coppe | Altre coppe | Totale | Totale | Totale | Totale | % Vittorie | Piazzamento    |
| Stagione        | Squadra         | Comp            | G          | V          | N          | P          | Comp            | G               | V               | N               | P               | Comp               | G                  | V                  | N                  | P                  | Comp        | G           | V           | N           | P           | G      | V      | N      | P      | %          | Piazzamento    |
| --------------- | --------------- | --------------- | ---------- | ---------- | ---------- | ---------- | --------------- | --------------- | --------------- | --------------- | --------------- | ------------------ | ------------------ | ------------------ | ------------------ | ------------------ | ----------- | ----------- | ----------- | ----------- | ----------- | ------ | ------ | ------ | ------ | ---------- | -------------- |
| 2003-2004       | Aglianese       | C2              | 34         | 9          | 12         | 13         | CI-C            | 4               | 1               | 1               | 2               | -                  | -                  | -                  | -                  | -                  | -           | -           | -           | -           | -           | 38     | 10     | 13     | 15     | 26,32      | 13º            |
| 2004-2005       | SPAL            | C1              | 34         | 10         | 13         | 11         | CI-C            | 6               | 3               | 2               | 1               | -                  | -                  | -                  | -                  | -                  | -           | -           | -           | -           | -           | 40     | 13     | 15     | 12     | 32,50      | 9º             |
| 2005-2006       | Grosseto        | C1              | 12+4       | 3+2        | 7+1        | 2+1        | CI+CI-C         | 2+2             | 1+0             | 0+1             | 1+1             | -                  | -                  | -                  | -                  | -                  | -           | -           | -           | -           | -           | 20     | 6      | 9      | 5      | 30,00      | Eson., Sub. 4º |
| lug.-ott. 2006  | Grosseto        | C1              | 9          | 1          | 6          | 2          | CI+CI-C         | 1+0             | 0+0             | 0+0             | 1+0             | -                  | -                  | -                  | -                  | -                  | -           | -           | -           | -           | -           | 10     | 1      | 6      | 3      | 10,00      | Eson.          |
| Totale Grosseto | Totale Grosseto | Totale Grosseto | 25         | 6          | 14         | 5          |                 | 5               | 1               | 1               | 3               |                    | -                  | -                  | -                  | -                  |             | -           | -           | -           | -           | 30     | 7      | 15     | 8      | 23,33      |                |
| 2007-2008       | Sassuolo        | C1              | 34         | 19         | 6          | 9          | CI-C            | 6               | 3               | 0               | 3               | -                  | -                  | -                  | -                  | -                  | SdL-C1      | 2           | 1           | 0           | 1           | 42     | 23     | 6      | 13     | 54,76      | 1º (prom.)     |
| 2008-2009       | Cagliari        | A               | 38         | 15         | 8          | 15         | CI              | 2               | 1               | 0               | 1               | -                  | -                  | -                  | -                  | -                  | -           | -           | -           | -           | -           | 40     | 16     | 8      | 16     | 40,00      | 9º             |
| 2009-apr. 2010  | Cagliari        | A               | 33         | 11         | 7          | 15         | CI              | 1               | 0               | 0               | 1               | -                  | -                  | -                  | -                  | -                  | -           | -           | -           | -           | -           | 34     | 11     | 7      | 16     | 32,35      | Eson.          |
| Totale Cagliari | Totale Cagliari | Totale Cagliari | 71         | 26         | 15         | 30         |                 | 3               | 1               | 0               | 2               |                    | -                  | -                  | -                  | -                  |             | -           | -           | -           | -           | 74     | 27     | 15     | 32     | 36,49      |                |
| 2010-2011       | Milan           | A               | 38         | 24         | 10         | 4          | CI              | 4               | 2               | 1               | 1               | UCL                | 8                  | 2                  | 3                  | 3                  | -           | -           | -           | -           | -           | 50     | 28     | 14     | 8      | 56,00      | 1º             |
| 2011-2012       | Milan           | A               | 38         | 24         | 8          | 6          | CI              | 4               | 2               | 1               | 1               | UCL                | 10                 | 3                  | 4                  | 3                  | SI          | 1           | 1           | 0           | 0           | 53     | 30     | 13     | 10     | 56,60      | 2º             |
| 2012-2013       | Milan           | A               | 38         | 21         | 9          | 8          | CI              | 2               | 1               | 0               | 1               | UCL                | 8                  | 3                  | 2                  | 3                  | -           | -           | -           | -           | -           | 48     | 25     | 11     | 12     | 52,08      | 3º             |
| 2013-gen. 2014  | Milan           | A               | 19         | 5          | 7          | 7          | CI              | 0               | 0               | 0               | 0               | UCL                | 8                  | 3                  | 4                  | 1                  | -           | -           | -           | -           | -           | 27     | 8      | 11     | 8      | 29,63      | Eson.          |
| 2014-2015       | Juventus        | A               | 38         | 26         | 9          | 3          | CI              | 5               | 4               | 0               | 1               | UCL                | 13                 | 7                  | 3                  | 3                  | SI          | 1           | 0           | 1           | 0           | 57     | 37     | 13     | 7      | 64,91      | 1º             |
| 2015-2016       | Juventus        | A               | 38         | 29         | 4          | 5          | CI              | 5               | 4               | 0               | 1               | UCL                | 8                  | 3                  | 3                  | 2                  | SI          | 1           | 1           | 0           | 0           | 52     | 37     | 7      | 8      | 71,15      | 1º             |
| 2016-2017       | Juventus        | A               | 38         | 29         | 4          | 5          | CI              | 5               | 4               | 0               | 1               | UCL                | 13                 | 9                  | 3                  | 1                  | SI          | 1           | 0           | 1           | 0           | 57     | 42     | 8      | 7      | 73,68      | 1º             |
| 2017-2018       | Juventus        | A               | 38         | 30         | 5          | 3          | CI              | 5               | 5               | 0               | 0               | UCL                | 10                 | 5                  | 3                  | 2                  | SI          | 1           | 0           | 0           | 1           | 54     | 40     | 8      | 6      | 74,07      | 1º             |
| 2018-2019       | Juventus        | A               | 38         | 28         | 6          | 4          | CI              | 2               | 1               | 0               | 1               | UCL                | 10                 | 5                  | 1                  | 4                  | SI          | 1           | 1           | 0           | 0           | 51     | 35     | 7      | 9      | 68,63      | 1º             |
| 2021-2022       | Juventus        | A               | 38         | 20         | 10         | 8          | CI              | 5               | 4               | 0               | 1               | UCL                | 8                  | 5                  | 1                  | 2                  | SI          | 1           | 0           | 0           | 1           | 52     | 29     | 11     | 12     | 55,77      | 4º             |
| 2022-2023       | Juventus        | A               | 38         | 22         | 6          | 10         | CI              | 4               | 2               | 1               | 1               | UCL+UEL            | 6+8                | 1+4                | 0+3                | 5+1                | -           | -           | -           | -           | -           | 56     | 29     | 10     | 17     | 51,79      | 7º             |
| 2023-mag. 2024  | Juventus        | A               | 36         | 18         | 13         | 5          | CI              | 5               | 4               | 0               | 1               | -                  | -                  | -                  | -                  | -                  | -           | -           | -           | -           | -           | 41     | 22     | 13     | 6      | 53,66      | Eson.          |
| Totale Juventus | Totale Juventus | Totale Juventus | 302        | 202        | 57         | 43         |                 | 36              | 28              | 1               | 7               |                    | 76                 | 39                 | 17                 | 20                 |             | 6           | 2           | 2           | 2           | 420    | 271    | 77     | 72     | 64,52      |                |
| 2025-2026       | Milan           | A               | 0          | 0          | 0          | 0          | CI              | 1               | 1               | 0               | 0               | -                  | -                  | -                  | -                  | -                  | SI          | 0           | 0           | 0           | 0           | 1      | 1      | 0      | 0      | 100,00&    | in corso       |
| Totale Milan    | Totale Milan    | Totale Milan    | 133        | 74         | 34         | 25         |                 | 11              | 6               | 2               | 3               |                    | 34                 | 11                 | 13                 | 10                 |             | 1           | 1           | 0           | 0           | 179    | 92     | 49     | 38     | 51,40      |                |
| Totale carriera | Totale carriera | Totale carriera | 633        | 346        | 151        | 136        |                 | 71              | 43              | 7               | 21              |                    | 110                | 50                 | 30                 | 30                 |             | 9           | 4           | 2           | 3           | 823    | 443    | 190    | 190    | 53,83      |                |

## Palmarès

### Giocatore
- Coppa Italia Serie C: 1

Livorno: 1986-1987
- Campionato italiano Serie D: 1

Aglianese: 2001-2002 (girone D)

### Allenatore

#### Club
- Campionato italiano Serie C1: 1

Sassuolo: 2007-2008 (girone A)
- Supercoppa di Lega di Serie C1: 1

Sassuolo: 2008
- Campionato italiano: 6

Milan: 2010-2011
Juventus: 2014-2015, 2015-2016, 2016-2017, 2017-2018, 2018-2019
- Supercoppa italiana: 3

Milan: 2011
Juventus: 2015, 2018
- Coppa Italia: 5  (record)

Juventus: 2014-2015, 2015-2016, 2016-2017, 2017-2018, 2023-2024

#### Individuale
- Panchina d'oro Prima Divisione: 1

2007-2008
- Panchina d'oro: 4

2008-2009, 2014-2015, 2016-2017, 2017-2018
- L'allenatore dei sogni: 1

2010
- Gran Galà del calcio AIC: 4

Miglior allenatore: 2011, 2015, 2016, 2018
- Premio Nazionale Enzo Bearzot: 1

2015
- Inserito nella Hall of Fame del calcio italiano nella categoria Allenatore italiano

2018

## Opere
- L'ABC del calcio di Massimiliano Allegri, illustrazioni di Fabio Leonardi, con l'intervista di Alessandra Bocci, Livorno, Sillabe, 2016, ISBN 978-88-8347-872-7.
- È molto semplice, Milano, Sperling & Kupfer, 2019, ISBN 978-88-200-6733-5.